# فرانسيستاون (نيوهامشير)
فرانسيستاون (بالإنجليزية: Francestown, New Hampshire)‏ هي بلدة أمريكية تقع في الولايات المتحدة في هيلسبوروغ. يقدر عدد سكانها بـ 1,562 نسمة ومساحتها 79.5 كم2 وترتفع عن سطح البحر 253 متر.

## أعلام
- جيمس والاس بلاك
- ليفي وودبري
- صموئيل دانا بيل
- تيتوس براون
- سيلفستر إتش روبر
- جوشوا ميلز